# 車萬育
車萬育（1632年—1705年），字鶴田，湖廣邵陽縣（今屬湖南省）人，清初學者、官員。康熙甲辰進士，官至兵科給事中，在諫垣數載，以直聲震天下。著述甚多，尤以《聲律啟蒙》流傳最廣。

## 生平
車萬育少年家貧，與兄長萬備、萬有一起燃松讀書。康熙二年（1664年），萬備、萬育同中癸卯科舉人，次年（1665年），萬育聯捷甲辰科三甲進士，選庶吉士，散館改户科給事中。三藩之亂爆發，其父所在家鄉為叛軍占據，請假回鄉，父已先卒，於是遷居江寧。守喪結束，補兵科。萬育為官清廉，多有諫言，後告歸。其子車鼎晉曾對策稱旨，康熙帝猶念及萬育之名。三年後，康熙帝南巡，召見萬育詢問治河方略。萬育病卒，康熙帝諭令葬之於江寧。

## 家族
有子车鼎晋、車鼎丰、車鼎賁。

## 著作
車萬育學識淵博，著有《螢照堂明代法書石刻》十卷、《歷代君臣交警錄》百卷、《奏疏》十卷、《集唐詩》十六卷以及《全史一臠》《春秋易簡讀餘集》《祈嶽游草》《懷園雜著》各若干卷。然而其最著名的作品卻是童蒙讀物《聲律啟蒙》。